# Pallalcesto Amatori Udine
Pallalcesto Amatori Udine fue un club de baloncesto italiano, fundado en 1970 y desaparecido en 2011, con sede en la ciudad de Udine.

## Historia
Los orígenes del equipo se remontan al desaparecido equipo del Apu Udine, cuya época dorada fue entre 1965 y 1980, cuando el presidente del equipo era Rino Snaidero, el padre del propietario del Pallalcesto Amatori. En 1994 se declaró en bancarrota, y en 1998, Edi Snaidero decidió crear una nueva sociedad que comenzó a jugar en la Serie A2, logrando el ascenso a la Serie A en 2000. Su mejor puesto en la liga lo obtuvo en 2006, cuando acabó en quinta posición.

## Jugadores

### Jugadores históricos
- Vincent Askew 1 temporada: '90-'91
- Andrew Gaze 1 temporada: '91-'92
- Sasha Vujačić 3 temporadas: '01-'04
- John Wallace 1 temporada: '04-'05
- Uroš Slokar 1 temporada: '04-'05
- John Lucas III 1 temporada: '05-'06, 2 games
- Damon Williams 1 temporada: '06-'07
- Larry O'Bannon 1 temporada: '06-'07